# Hemirhamphodon chrysopunctatus
Hemirhamphodon chrysopunctatus är en fiskart som beskrevs av Brembach, 1978. Hemirhamphodon chrysopunctatus ingår i släktet Hemirhamphodon och familjen Hemiramphidae. Inga underarter finns listade i Catalogue of Life.